# Bergsturz von Wartha

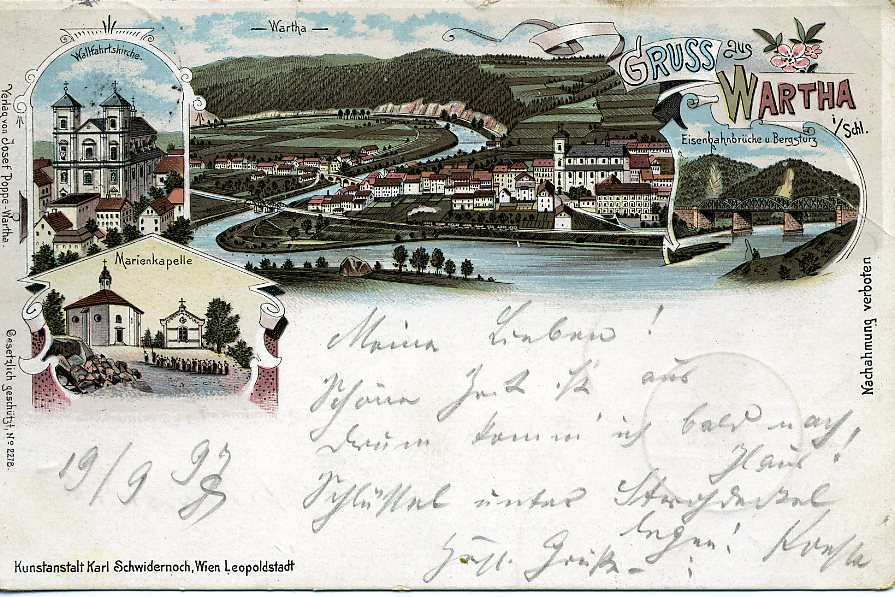
Ansichtskarte von Wartha mit dem Bergsturz (ganz rechts)

Als Bergsturz von Wartha wird ein Felssturz bezeichnet, der sich 1598 in Wartha im Herzogtum Münsterberg ereignete, das im Westen die Grenze zur Grafschaft Glatz bildete.

## Geschichte
Nach mehrtägigen, heftigen Regenfällen und Hochwasser kam es am 24. August 1598 in Wartha zu einem Felssturz am Berghang über der Glatzer Neiße. Die steilen, kahlen Steinwände sind heute noch zu sehen.
Der Schiefe Turm von Frankenstein in der zehn Kilometer entfernten Stadt Frankenstein, der sich bereits nach dem Erdbeben von Neulengbach 1590 geneigt hatte, senkte sich wegen der Erschütterung durch den Bergsturz weiter und erreichte eine Neigung von 150 Zentimetern.